# Викстрём, Бьёрн
Бьёрн Хо́кан Ви́кстрём (швед. Björn Håkan Vikström; род. 17 июля 1963, Турку, Финляндия) — епископ Евангелическо-лютеранской церкви Финляндии, епископ Порвоо (с 2009).

## Биография
Родился 17 июля 1963 года в Турку.
В 2000 году защитил докторскую диссертацию по богословию в Академии Або в Турку.
В феврале — марте 2018 года участвовал в церковных выборах на пост архиепископа Турку, но во втором туре голосования, проходившем 1 марта 2018 года, устепил первенство набравшему большинство голосов епископу Тапио Луома.

## Семья
- Отец — Йон Викстрём (род. 1931), лютеранский архиепископ Турку (1982—1998)
- Жена — Мария Бьёркгрен-Викстрём (Maria Björkgren-Vikström), преподаватель в гимназии.
  - Дети — трое детей.